# مخطط الذات
في علم النفس، يشير مصطلح مخطط الذات (بالإنجليزية: self-schema)‏ إلى مجموعة من الذكريات الطويلة المدى والثابتة التي تصف نمطاً منسقاً للتفكير أو السلوك وتلخص بها معتقدات، وتجارب، وأفكار عامة عن الذات لشخص ما في نطاق سلوكي محدد. يمكن لأي شخص أن يمتلك مخطط ذاتي (self-schema) مبني على أي جانب من جوانب شخصيته/ا، بما فيها الخصائص البدنية (أنا جميلة، أنا بدين، أنا طويل)، السمات الشخصية (أنا خجول، أنا متحدث، أنا اجتماعي، أنا لطيف) والاهتمامات (أنا أحب الموسيقا، أنا أحب الرياضة)، بشرط أن يكون الشخص يعتبر  تلك الجوانب مهمة في تعريف نفسه وذاته.  
فعلى سبيل المثال، إذا كان شخص يعتقد أنه مُنفتح وأن انفتاحه هذا أساسي لتعريف من يكون هو، فعند إذن ذلك الشخص يكون لديه مخطط ذاتي مُنفتح. المخطط الذاتي المنفتح يتضمن: تصنيف ذاتي عام مثل («أنا شخص اجتماعي ومنفتح»)، اعتقادات عن كيف سوف سيتصرف ذلك الشخص في حالات محددة («في الحفلة سأتكلم مع العديد من الناس»)، وأيضاً ذكرايات عن أحداث معينة في الماضي («في أول يوم لي في الجامعة أصبح لدي العديد من الأصدقاء الجدد»).
مثال آخر للتوضيح: إذا كان يجب على شخص ما أن يلقي خطاباً في المدرسة، مخططه الذاتي ممكن أن يكون خجول في الحالات التي يتكلم فيها أمام مجموعة من الناس. بما أن لذلك الشخص اعتقاد شامل عن شخصيته وتجاربه في الماضي عن إلقاء خطاب أمام الناس، فهو/ي على الأغلب لديه/ا فكرة كافية تماماً  قبل أن يلقي الخطبة عن كيف شيشعر، ويفكر، ويتصرف عندما سيلقي الخطبة.